# Afroneta subfusca
Afroneta subfusca é uma espécie de aranhas da família Linyphiidae encontradas no Congo. Foi descrita pela primeira vez em 1968.